# Церква святого Пантелеймона (Куренівка)
Це́рква Св.Пантелеймона притулку Київського міщанського товариства — колишній православний храм в Києві на Куренівці, збудований у 1897—1901 роках та знесений 1963 року. Містилася на сучасній вулиці Семена Скляренка, у кварталі між проспектом Степана Бандери та Куренівською вулицею.

## Історія храму
1894 року було збудовано будівлю притулку Київського міщанського товариства. Вже 1897 року при ньому було споруджено невелику цегляну каплицю.
Та вже у 1899-1900 роках архітектор Ніколаєв проводить значні роботи - прибудовує дзвіницю та розширює західний об'єм. Каплиця стає храмом, однак безпарафіяльним.
1913 року архітектор Микола Горденін здійснює друге розширення храму та надбудовує дзвіницю.
1920 року було зареєстровано парафію і храм з домового стає парафіяльним.
1931 року існувала загроза знищення храму, однак він діяв і надалі. Храм на нетривалий час було закрито перед війною, а 1941 року його було відкрито.
Храм діяв до 1963 року, коли його було знищено під приводом реконструкції вулиці.

## Сучасна каплиця
У 2012 на вул. Семена Скляренка, 4, неподалік місця, де стояла церква, було урочисто освячено кам'яні хрест і столик (виготовлено з габро, майстер Петро Мироненко). Орієнтиром для встановлення пам'ятного знака слугувала стара акація, яку впізнав син останнього настоятеля Пантелеймонівської церкви отець Олександр Фадєєв. На хресті — зображення святого і напис: «Моли Бога за нас, Святий Пантелеймоне! На цьому місці стояв храм на честь Святого Пантелеймона, який був зруйнований 1964 року».

Пізніше, у 2014, поряд було встановлено й освячено невелику дерев'яну каплицю в ім'я святого великомученика й цілителя Пантелеймона. Тут відбуваються богослужіння Пантелеймонівської парафії Української православної церкви Київського Патріархату. 
На стіні каплиці відтворено покажчик із колишньою адресою храму: Трійце-Кирилівська пл., № 2А.

Пам'ятні хрести поруч з місцем зруйнованої церкви
Каплиця поруч місця, де стояв храм святого Пантелеймона на Куренівці
Стара адреса Пантелеймонівського храму на Куренівці

## Настоятелі до 1917 року
- свящ. Віталій Кулинській (1900 - 1910);
- свящ. Микола Дядьков (1910 - 1913);
- свящ. Василь Кудрицький (1914 - )